# Illiers-Combray
Illiers-Combray je naselje in občina v srednjem francoskem departmaju Eure-et-Loir regije Center. Naselje je leta 2008 imelo 3.249 prebivalcev.

## Geografija
Kraj leži v pokrajini Orléanais ob reki Loir, 25 km jugozahodno od Chartresa.

## Uprava
Illiers-Combray je sedež istoimenskega kantona, v katerega so poleg njegove vključene še občine Bailleau-le-Pin, Blandainville, La Bourdinière-Saint-Loup, Cernay, Charonville, Les Châtelliers-Notre-Dame, Chauffours, Épeautrolles, Ermenonville-la-Grande, Ermenonville-la-Petite, Luplanté, Magny, Marchéville, Méréglise, Meslay-le-Grenet, Nogent-sur-Eure, Ollé, Saint-Éman in Sandarville z 9.798 prebivalci.
Kanton Illiers-Combray je sestavni del okrožja Chartres.

## Zanimivosti
- cerkev sv. Jakoba iz 14. do 16. stoletja,
- vrt Jardin du Pré-Catelan.